# Ernst Pape
Ernst Pape (* 30. Dezember 1876 in Bruchmachtersen; † 27. Januar 1945 in Jena) war ein deutscher Ökonom und Professor für Volkswirtschaft. Er war Dekan der wirtschafts- und sozialwissenschaftlichen Fakultät der Universität Frankfurt am Main. Pape war Mitbegründer der Akademie der Arbeit in Frankfurt am Main.
Pape war Mitherausgeber der Zeitschrift für Handelswissenschaft und Handelspraxis.
Als frühes Mitglied des Verbandes der Hochschullehrer für Betriebswirtschaft war er an der Konsolidierung der Betriebswirtschaftslehre als Hochschuldisziplin unmittelbar beteiligt.

## Biographie
Ernst Pape wurde 1876 in Bruchmachtersen bei Salzgitter geboren. Von 1898 bis 1903 war Pape Bürgerschullehrer in Helmstedt. 1908 wechselte er als Handelslehrer an die Öffentliche Handelslehranstalt zu Leipzig. Im Anschluss an seine Zeit in Frankfurt wurde er 1923 auf das Ordinat für Betriebswirtschaftslehre in Jena berufen. Er war förderndes Mitglied der SS und trat 1937 der NSDAP bei. Im Zweiten Weltkrieg beteiligte er sich am Widerstandskreis der thüringischen Neubauer-Poser-Gruppe.

## Schriften
- Ernst Pape: Grundsätzliches zur Frage der planmäßig-periodischen Kostenzahlenabschreibung. Zeitschrift für Betriebswirtschaft, 4. Sonderheft 1928. Industrieverlag Spaeth, Berlin, Wien 1928.
- Ernst Pape: Ausfuhrverbote und Ausfuhrzölle (Dissertationsschrift). Leipzig 1910.
- Ernst Pape, Fritz Stiebritz: Kaufmännische Betriebswirtschaftslehre für Handelslehranstalten und zum Selbstunterricht. Leipzig 1928.